# Pirații din Caraibe: Cufărul omului mort
Pirații din Caraibe: Cufărul omului mort (engleză Pirates of the Caribbean: Dead Man's Chest) este un film de aventuri de capă și spadă despre pirați din 2006, o continuare a succesului Pirații din Caraibe: Blestemul Perlei Negre. Această continuare este regizată de Gore Verbinski și produsă de Jerry Bruckheimer, amândoi implicați în realizarea primei părți.
Johnny Depp, Orlando Bloom și Keira Knightley și-au reluat în primire rolurile Căpitanului Jack Sparrow, al lui Will Turner și respectiv al lui Elizabeth Swann. Bill Nighy l-a portretizat pe crudul Davy Jones iar Stellan Skarsgård a primit rolul tatălui lui Will Turner, „Șiretul” Bill Turner.
Filmul a avut premiera în Australia și Regatul Unit pe 6 iulie 2006, iar în ziua următoare în Statele Unite și Canada. Pe 25 august același an a apărut și pe ecranele din România. Filmul a stabilit câteva noi recorduri, încasând în weekendul premierei $135 milioane. În prezent se pregătește apariția unei noi continuări.

## Distribuție
| Actor             | Rol                          |
| ----------------- | ---------------------------- |
| Johnny Depp       | Căpitanul Jack Sparrow       |
| Orlando Bloom     | Will Turner                  |
| Keira Knightley   | Elizabeth Swann              |
| Stellan Skarsgård | Bill Turner                  |
| Bill Nighy        | Davy Jones                   |
| Jack Davenport    | James Norrington             |
| Kevin McNally     | Joshamee Gibbs               |
| Jonathan Pryce    | Guvernatorul Weatherby Swann |
| Tom Hollander     | Lordul Cutler Beckett        |
| Mackenzie Crook   | Ragetti                      |
| Lee Arenberg      | Pintel                       |
| Naomie Harris     | Tia Dalma                    |
| Geoffrey Rush     | Căpitanul Hector Barbossa    |